# Grupo Monteiro Aranha
O Grupo Monteiro Aranha é um grupo empresarial brasileiro do estado do Rio de Janeiro, especializado em investimentos.
O grupo tem suas ações negociadas na B3.

## História
Teve início em 1919 quando os engenheiros Alberto Monteiro de Carvalho e Silva e Olavo Egídio de Sousa Aranha Júnior fundaram a Companhia Técnica Brasileira de Engenharia Civil e Arquitetura, renomeada Monteiro & Aranha Engenharia, Comércio e Indústria. Dois anos depois, em 1921, fundaram a Cisper, indústria de vidro.
Em 1940, durante o Estado Novo, Getúlio Vargas incentivou os primos Wolf Klabin e Horácio Lafer a empreender na fabricação de bobinas de papel jornal que até então o país importava. Getúlio insistiu que 20% do capital da Klabin S.A. fosse para o grupo Monteiro Aranha.
Durante o governo de Juscelino Kubitschek, em 1951, o grupo Monteiro Aranha investiu para produzir veículos Kombi. Cinco anos depois foi criada a Volkswagen do Brasil.
Em 1969, após o falecimento do sócio Carvalho e Silva, Olavo Aranha Júnior se casou com a viúva o que reuniu o capital da empresa. Quando esse último fundador morreu em 1972, o grupo tinha 20% do capital da Volkswagen do Brasil, das indústrias Klabin, e da Cisper. Tinha também 12% da Papel e Celulose Catarinense e da empresa Oxiteno. Participava com 48% da Cotil, holding detentora de 15% do capital da Petroquímica União.
Em 1982, após um familiar vender sua posição de 20%, seguida de recompra pela família de metade daquelas ações, o grupo Bradesco, um sucessor da Atlântica Seguros, tornou-se acionista do grupo. Em julho de 2020, o Bradesco vendeu suas ações para o grupo de controle. Em 1997, comprou o Banco Boavista que foi vendido três anos depois para o Bradesco.
Em 2011 deixou de ser acionista da Cisper; que tinha uma participação de 20% do capital.